# Campeonato Mundial Júnior de Handebol Masculino de 2015
O Campeonato Mundial Júnior de Andebol (português europeu) ou Handebol (português brasileiro) Masculino de 2015 foi a vigésima edição do principal torneio de handebol dedicado a atletas com até 21 anos de idade. O torneio foi organizado pela Federação Internacional de Handebol e pela segunda vez na história teve o Brasil como sede, de acordo com escolha da IHF anunciada em 1 de Agosto de 2014.
Com a escolha do Brasil como país sede, o Ministério dos Esportes em conjunto com a CBHb definiu que as cidades mineiras de Uberlândia e Uberaba sediariam o torneio. As 24 seleções de quatro federações filiadas à IHF que participaram do torneio entre 19 de Julho e 2 de Agosto foram classificadas ao torneio a partir de campeonatos regionais organizados pelas suas respectivas confederações, sendo que o Brasil como anfitrião já estava garantido no torneio.
O torneio foi uma grande vitrine para jovens atletas, devido à proximidade com as Olimpíadas Rio 2016 além da chance de representarem seu país na respectiva competição.

## Equipas qualificadas
Das 24 vagas do torneio, uma foi dirigida ao Brasil automaticamente por ser o anfitrião; as demais 23 seleções restantes qualificadas tiveram que passar por torneio qualificatórias para se classificarem ao mundial júnior no Brasil. Das 24 seleções: 12 são europeias, 4 africanas, 3 asiáticas e 5 americanas.
| Confederação                | Seleção       | Classificada como                       | Aparições em Mundiais | Última aparição | Melhor resultado anterior           |
| --------------------------- | ------------- | --------------------------------------- | --------------------- | --------------- | ----------------------------------- |
| PATHF (4 vagas + país-sede) | Brasil        | Anfitrião/Campeão Pan de Handebol 2015  | 11                    | 2013            | 6° lugar - 2013                     |
| PATHF (4 vagas + país-sede) | Argentina     | Vice Campeã Pan de Handebol 2015        | 9                     | 2013            | 6° lugar - 2009                     |
| PATHF (4 vagas + país-sede) | Chile         | 3° colocado Pan de Handebol 2015        | 4                     | 2013            | 20° lugar - 2005/2007               |
| PATHF (4 vagas + país-sede) | Paraguai      | 5° colocado Pan de Handebol 2015        | -                     | -               | Estreante                           |
| PATHF (4 vagas + país-sede) | Uruguai       | 4° colocado Pan de Handebol 2015        | -                     | -               | Estreante                           |
| AHF (3 vagas)               | Coreia do Sul | Vice-campeã Torneio Júnior de 2015      | 9                     | 2013            | 9° lugar - 1989                     |
| AHF (3 vagas)               | Japão         | 3° colocado Torneio Júnior de 2015      | 3                     | 1985            | 11° lugar - 1985                    |
| AHF (3 vagas)               | Catar         | Campeão Torneio Júnior de 2015          | 7                     | 2013            | 12° lugar - 1999/2003               |
| CAHB (4 vagas)              | Argélia       | 4° lugar Copa África Júnior 2014        | 8                     | 2013            | 12° lugar - 1987/2001               |
| CAHB (4 vagas)              | Tunísia       | Vice-campeã da Copa África Júnior 2014  | 10                    | 2013            | 3° lugar - 2011                     |
| CAHB (4 vagas)              | Egito         | Campeão da Copa África Júnior 2014      | 15                    | 2013            | Campeão - 1993                      |
| CAHB (4 vagas)              | Angola        | 3° lugar da Copa África Júnior 2014     | 2                     | 2013            | 19° lugar - 2007                    |
| EHF (12 vagas)              | Alemanha      | Campeã Campeonato Europeu 2014 Sub-20   | 10                    | 2013            | Campeão - 2009/2011                 |
| EHF (12 vagas)              | Dinamarca     | 4° lugar Campeonato Europeu 2014 Sub-20 | 18                    | 2013            | Campeão - 1997/1999/2005            |
| EHF (12 vagas)              | Bielorrússia  | Eliminatória-Vencedor Grupo 5           | 3                     | 2009            | 13° lugar - 2001                    |
| EHF (12 vagas)              | Espanha       | Eliminatória-Vencedor Grupo 7           | 18                    | 2013            | 2° lugar - 1987/1989/1995/2001/2013 |
| EHF (12 vagas)              | França        | Eliminatória-Vencedor Grupo 2           | 15                    | 2013            | 3° lugar - 1997/2013                |
| EHF (12 vagas)              | Noruega       | Eliminatória-Vencedor Grupo 4           | 9                     | 2011            | 4° lugar - 1995                     |
| EHF (12 vagas)              | Países Baixos | Eliminatória-Vencedor Grupo 3           | 5                     | 2013            | 5° lugar - 2013                     |
| EHF (12 vagas)              | Portugal      | Convidado                               | 8                     | 2011            | 3° lugar - 1995                     |
| EHF (12 vagas)              | Romênia       | Eliminatória-Vencedor Grupo 6           | 7                     | 2005            | 5° lugar - 1987                     |
| EHF (12 vagas)              | Rússia        | Eliminatória-Vencedor Grupo 1           | 8                     | 2013            | Campeão - 1995/2001                 |
| EHF (12 vagas)              | Sérvia        | Eliminatória-Vencedor Grupo 8           | 2                     | 2013            | 10° lugar - 2013                    |
| EHF (12 vagas)              | Suécia        | Campeão Mundial de Handebol Sub-21 2013 | 18                    | 2013            | Campeão - 2003/2007/2013            |

OBS. A seleção portuguesa foi convidada devido a desistência da Confederação da Oceania de enviar alguma equipe para disputar o torneio.

### Sorteio
Foi realizado em Belo Horizonte, na sede do governo, no dia 21 de maio de 2015 as 10:30 do horário de Brasília, o sorteio dos grupos que foi transmitido ao vivo pela Confederação Brasileira de Handebol. O método do sorteio foi determinado pela IHF. As 24 seleções foram divididas em 6 potes ordenados pelas qualificações das equipes e suas respectivas confederações. Os potes 1, 2 e 3 são sorteados normalmente, enquanto os três demais potes, seguem uma ordem de sorteio que impede que mais de 2 equipes do mesmo continente se encontrem na fase de grupo.
| Pote 1 (cabeças de chave)                 | Pote 2                               | Pote 3                                       | Pote 4                              | Pote 5                                            | Pote 6                                  |
| ----------------------------------------- | ------------------------------------ | -------------------------------------------- | ----------------------------------- | ------------------------------------------------- | --------------------------------------- |
| - Dinamarca - Espanha - Alemanha - Suécia | - Romênia - Rússia - Brasil - França | - Egito - Argentina - Sérvia - Países Baixos | - Noruega - Tunísia - Chile - Catar | - Bielorrússia - Angola - Uruguai - Coreia do Sul | - Portugal - Argélia - Paraguai - Japão |

Após o sorteio normal dos três primeiros potes, o quarto pote seria sorteado as equipes desse pote, a partir de uma tabela pré-montada de posições relativas foi armada para impedir o encontro de 3 ou mais seleções do mesmo continente no mesmo grupo. Sendo assim quatro linhas continentais foram criadas, sendo elas:
- Continente europeu: Noruega, Belarus e Portugal
- Continente africano: Tunísia, Angola e Argélia
- Continente americano: Chile, Uruguai e Paraguai
- Continente asiático: Qatar, Coréia do Sul e Japão

A partir do grupo sorteado para cada seleção presente no pote 4, as demais seleções presentes nas linhas continentais teriam suas colocações já premeditadas seguindo essa ordem: A4-B5-C6 (grupo-pote), B4-C5-D6 (grupo-pote), C4-D5-A6, D4-A5-B6 (grupo-pote).

## Cidades-sede
Desde a escolha do Brasil para sediar o mundial, foi grande o número de cidades catalogadas para sediar o evento. Ainda em 2014 membros da CBHb tiveram reuniões com membros do governo do Rio Grande do Sul para definir o estado como sede do torneio mundial, porém a posterior desistências das cidades envolvidas, outras cidades foram procuradas. Então governantes de Uberaba se dispuseram a sediar o torneio, a vizinha Uberlândia se viu favorecida e também entrou na corrida. As duas cidades pela proximidade propuseram uma candidatura conjunta que foi aceita pela IHF e pela CBHb que aceitaram ambas as cidades devido a infraestrutura geral e esportiva oferecida pelas duas cidades.
Com a escolha de ambas as cidades, dois ginásios (1 em cada cidade) foram selecionados para sediarem os jogos do torneio e outros três serviram de locais de treinamento das seleções.
| Uberlândia                                           | Uberaba           |
| Ginásio do Sabiazinho                                | Centro Olímpico   |
| Capacidade: 8 000                                    | Capacidade: 6 000 |
|                                                      |                   |
| Uberlândia UberabaLocalização das cidades no estado. |                   |

## Formato de disputa
Na primeira fase as 24 equipes foram distribuídas em quatro grupos contendo seis seleções cada. Após se enfrentarem entre si dentro de seus grupos em turno único as quatro melhores equipes de cada grupo se classificam para a fase eliminatória da competição, a qual é composta pelas oitavas-de-final, quartas-de-final, semifinais e final. A equipe vencedora desta fase será declarada campeã mundial de handebol.
As equipes que forem eliminadas na primeira fase da competição irão disputar um torneio de consolação (President's Cup), que definirá as equipes que ocuparão do 17º ao 24º lugar no campeonato. Todas as equipes que terminarem na quinta colocação dentro de seus grupos irão disputar uma fase semifinal, da qual os vencedores disputarão a 17ª colocação e os perdedores a 19ª colocação. De modo análogo, os sextos colocados de cada grupo decidirão a 21ª e a 23ª colocação.
Os critérios de desempate na primeira fase para equipes empatadas em número de pontos na classificação são, na seguinte ordem:
1. número de pontos obtidos nas partidas entre as equipes em questão;
2. saldo de golos nas partidas entre as equipes em questão;
3. golos marcados nas partidas entre os times em questão (se mais de dois times empatarem em número de pontos);
4. saldo de golos em todas as partidas no grupo;
5. número de golos marcados em todas as partidas no grupo;
6. sorteio.

## Primeira Fase

### Grupo A
| Pos | Equipe        | Pts | J | V | E | D | GP  | GC  | SG   |
| --- | ------------- | --- | - | - | - | - | --- | --- | ---- |
| 1   | Suécia        | 10  | 5 | 5 | 0 | 0 | 210 | 108 | +102 |
| 2   | Bielorrússia  | 8   | 5 | 4 | 0 | 1 | 181 | 130 | +51  |
| 3   | Tunísia       | 6   | 5 | 3 | 0 | 2 | 153 | 142 | +11  |
| 4   | Rússia        | 4   | 5 | 2 | 0 | 3 | 165 | 168 | −3   |
| 5   | Países Baixos | 2   | 5 | 1 | 0 | 4 | 149 | 165 | −16  |
| 6   | Paraguai      | 0   | 5 | 0 | 0 | 5 | 95  | 240 | −145 |

| 20 de julho de 2015 09:30 | Suécia                 | 35−27   | Tunísia   | Ginásio Municipal Tancredo Neves, Uberlândia Público: 200 Árbitros: Radojko Brkic |
| 20 de julho de 2015 09:30 | Zetterman, Tollbring 5 | (17−11) | Abdelli 8 | Ginásio Municipal Tancredo Neves, Uberlândia Público: 200 Árbitros: Radojko Brkic |
| 20 de julho de 2015 09:30 | 4× 3×                  |         | 3×        | Ginásio Municipal Tancredo Neves, Uberlândia Público: 200 Árbitros: Radojko Brkic |

| 20 de julho de 2015 20:45 | Rússia        | 44−30   | Paraguai  | Ginásio Municipal Tancredo Neves, Uberlândia Público: 300 Árbitros: Kursad Erdogan |
| 20 de julho de 2015 20:45 | Shkurinskiy 9 | (18−14) | Garcete 8 | Ginásio Municipal Tancredo Neves, Uberlândia Público: 300 Árbitros: Kursad Erdogan |
| 20 de julho de 2015 20:45 | 4× 2×         |         | 3×        | Ginásio Municipal Tancredo Neves, Uberlândia Público: 300 Árbitros: Kursad Erdogan |

| 20 de julho de 2015 11:45 | Países Baixos | 25−37   | Bielorrússia | Ginásio Municipal Tancredo Neves, Uberlândia Público: 200 Árbitros: Gabriel Gonzales |
| 20 de julho de 2015 11:45 | Berendsen 6   | (12−15) | Harbuz 7     | Ginásio Municipal Tancredo Neves, Uberlândia Público: 200 Árbitros: Gabriel Gonzales |
| 20 de julho de 2015 11:45 | 2× 3×         |         | 5× 2×        | Ginásio Municipal Tancredo Neves, Uberlândia Público: 200 Árbitros: Gabriel Gonzales |

| 21 de julho de 2015 16:15 | Tunísia   | 31−28   | Rússia        | Ginásio Municipal Tancredo Neves, Uberlândia Público: 250 Árbitros: Majid Kolahdouzan |
| 21 de julho de 2015 16:15 | Abdelli 7 | (15−16) | Shkurinskiy 9 | Ginásio Municipal Tancredo Neves, Uberlândia Público: 250 Árbitros: Majid Kolahdouzan |
| 21 de julho de 2015 16:15 | 1× 3×     |         | 2×            | Ginásio Municipal Tancredo Neves, Uberlândia Público: 250 Árbitros: Majid Kolahdouzan |

| 21 de julho de 2015 18:30 | Bielorrússia | 23−38   | Suécia       | Ginásio Municipal Tancredo Neves, Uberlândia Público: 250 Árbitros: Rocha Alves |
| 21 de julho de 2015 18:30 | Karvatiski 5 | (12−17) | Tollbring 10 | Ginásio Municipal Tancredo Neves, Uberlândia Público: 250 Árbitros: Rocha Alves |
| 21 de julho de 2015 18:30 | 2× 4×        |         | 2× 1×        | Ginásio Municipal Tancredo Neves, Uberlândia Público: 250 Árbitros: Rocha Alves |

| 21 de julho de 2015 20:45 | Paraguai  | 18−52  | Países Baixos | Ginásio Municipal Tancredo Neves, Uberlândia Público: 700 Árbitros: Svavar Petursson |
| 21 de julho de 2015 20:45 | Garcete 9 | (7−24) | Berendsen 13  | Ginásio Municipal Tancredo Neves, Uberlândia Público: 700 Árbitros: Svavar Petursson |
| 21 de julho de 2015 20:45 | 5× 3× 1×  |        | 7× 3×         | Ginásio Municipal Tancredo Neves, Uberlândia Público: 700 Árbitros: Svavar Petursson |

| 23 de julho de 2015 09:30 | Suécia | 52−10  | Paraguai | Ginásio Municipal Tancredo Neves, Uberlândia Público: 100 Árbitros: Ahmed Al Mutawa |
| 23 de julho de 2015 09:30 | Mork 9 | (25−4) | Bordon 3 | Ginásio Municipal Tancredo Neves, Uberlândia Público: 100 Árbitros: Ahmed Al Mutawa |
| 23 de julho de 2015 09:30 | 1× 2×  |        | 1× 3×    | Ginásio Municipal Tancredo Neves, Uberlândia Público: 100 Árbitros: Ahmed Al Mutawa |

| 23 de julho de 2015 11:45 | Rússia         | 37−25   | Países Baixos | Ginásio Municipal Tancredo Neves, Uberlândia Público: 100 Árbitros: Kursad Erdogan |
| 23 de julho de 2015 11:45 | Shkurinskiy 11 | (20−16) | Berendsen 7   | Ginásio Municipal Tancredo Neves, Uberlândia Público: 100 Árbitros: Kursad Erdogan |
| 23 de julho de 2015 11:45 | 3×             |         | 2× 3×         | Ginásio Municipal Tancredo Neves, Uberlândia Público: 100 Árbitros: Kursad Erdogan |

| 23 de julho de 2015 14:00 | Tunísia          | 23−31  | Bielorrússia        | Ginásio Municipal Tancredo Neves, Uberlândia Público: 200 Árbitros: Svavar Petursson |
| 23 de julho de 2015 14:00 | Dhouibi, Berry 5 | (9−18) | Karalek, Vailupau 7 | Ginásio Municipal Tancredo Neves, Uberlândia Público: 200 Árbitros: Svavar Petursson |
| 23 de julho de 2015 14:00 | 4× 3×            |        | 6× 4×               | Ginásio Municipal Tancredo Neves, Uberlândia Público: 200 Árbitros: Svavar Petursson |

| 24 de julho de 2015 14:00 | Países Baixos | 20−44  | Suécia      | Ginásio Municipal Tancredo Neves, Uberlândia Público: 200 Árbitros: Svavar Petursson |
| 24 de julho de 2015 14:00 | Berendsen 5   | (9−19) | Tollbring 7 | Ginásio Municipal Tancredo Neves, Uberlândia Público: 200 Árbitros: Svavar Petursson |
| 24 de julho de 2015 14:00 | 3× 2×         |        | 4× 3×       | Ginásio Municipal Tancredo Neves, Uberlândia Público: 200 Árbitros: Svavar Petursson |

| 24 de julho de 2015 16:15 | Rússia    | 28−41   | Bielorrússia | Ginásio Municipal Tancredo Neves, Uberlândia Público: 200 Árbitros: Radojko Brkic |
| 24 de julho de 2015 16:15 | Chernov 8 | (13−18) | Karvatski 7  | Ginásio Municipal Tancredo Neves, Uberlândia Público: 200 Árbitros: Radojko Brkic |
| 24 de julho de 2015 16:15 | 4× 3×     |         | 1× 3×        | Ginásio Municipal Tancredo Neves, Uberlândia Público: 200 Árbitros: Radojko Brkic |

| 24 de julho de 2015 20:45 | Paraguai       | 21−43  | Tunísia | Ginásio Municipal Tancredo Neves, Uberlândia Público: 100 Árbitros: Majid Kolahdouzan |
| 24 de julho de 2015 20:45 | Rodas, Perez 4 | (9−22) | Berry 9 | Ginásio Municipal Tancredo Neves, Uberlândia Público: 100 Árbitros: Majid Kolahdouzan |
| 24 de julho de 2015 20:45 | 7× 2×          |        | 4× 3×   | Ginásio Municipal Tancredo Neves, Uberlândia Público: 100 Árbitros: Majid Kolahdouzan |

| 26 de julho de 2015 09:30 | Bielorrússia | 49−16  | Paraguai | Ginásio Municipal Tancredo Neves, Uberlândia Público: 100 Árbitros: Karim Gasmi |
| 26 de julho de 2015 09:30 | Vailupau 8   | (26−8) | Perez 6  | Ginásio Municipal Tancredo Neves, Uberlândia Público: 100 Árbitros: Karim Gasmi |
| 26 de julho de 2015 09:30 | 1× 3×        |        | 3× 1×    | Ginásio Municipal Tancredo Neves, Uberlândia Público: 100 Árbitros: Karim Gasmi |

| 26 de julho de 2015 11:45 | Países Baixos | 27−29   | Tunísia                    | Ginásio Municipal Tancredo Neves, Uberlândia Público: 100 Árbitros: Rocha Alves |
| 26 de julho de 2015 11:45 | Jansen 7      | (12−15) | Berry, Kablouti, Abdelli 6 | Ginásio Municipal Tancredo Neves, Uberlândia Público: 100 Árbitros: Rocha Alves |
| 26 de julho de 2015 11:45 | 3× 4×         |         | 1× 3×                      | Ginásio Municipal Tancredo Neves, Uberlândia Público: 100 Árbitros: Rocha Alves |

| 26 de julho de 2015 14:00 | Suécia      | 41−28   | Rússia         | Ginásio Municipal Tancredo Neves, Uberlândia Público: 100 Árbitros: Gabriel Gonzales |
| 26 de julho de 2015 14:00 | Tollbring 9 | (24−14) | Shkurinskiy 13 | Ginásio Municipal Tancredo Neves, Uberlândia Público: 100 Árbitros: Gabriel Gonzales |
| 26 de julho de 2015 14:00 | 4× 3×       |         | 4× 1×          | Ginásio Municipal Tancredo Neves, Uberlândia Público: 100 Árbitros: Gabriel Gonzales |

### Grupo B
| Pos | Equipe   | Pts | J | V | E | D | GP  | GC  | SG  |
| --- | -------- | --- | - | - | - | - | --- | --- | --- |
| 1   | Espanha  | 8   | 5 | 4 | 0 | 1 | 134 | 107 | +27 |
| 2   | Romênia  | 6   | 5 | 2 | 2 | 1 | 136 | 130 | +6  |
| 3   | Catar    | 6   | 5 | 3 | 0 | 2 | 130 | 138 | −8  |
| 4   | Portugal | 5   | 5 | 2 | 1 | 2 | 120 | 127 | −7  |
| 5   | Sérvia   | 5   | 5 | 2 | 1 | 2 | 134 | 112 | +22 |
| 6   | Angola   | 0   | 5 | 0 | 0 | 5 | 113 | 153 | −40 |

| 20 de julho de 2015 14:00 | Espanha | 26−27   | Catar    | Ginásio Municipal Tancredo Neves, Uberlândia Público: 250 Árbitros: Karim Gasmi |
| 20 de julho de 2015 14:00 | Gomez 7 | (16−11) | Madadi 8 | Ginásio Municipal Tancredo Neves, Uberlândia Público: 250 Árbitros: Karim Gasmi |
| 20 de julho de 2015 14:00 | 3× 2×   |         | 5× 2×    | Ginásio Municipal Tancredo Neves, Uberlândia Público: 250 Árbitros: Karim Gasmi |

| 20 de julho de 2015 16:15 | Romênia | 26−26   | Portugal  | Ginásio Municipal Tancredo Neves, Uberlândia Público: 300 Árbitros: Ahmed Al Mutawa |
| 20 de julho de 2015 16:15 | Negru 7 | (11−15) | Martins 7 | Ginásio Municipal Tancredo Neves, Uberlândia Público: 300 Árbitros: Ahmed Al Mutawa |
| 20 de julho de 2015 16:15 | 4× 1×   |         | 4×        | Ginásio Municipal Tancredo Neves, Uberlândia Público: 300 Árbitros: Ahmed Al Mutawa |

| 20 de julho de 2015 18:30 | Sérvia  | 31−14  | Angola       | Ginásio Municipal Tancredo Neves, Uberlândia Público: 150 Árbitros: Majid Kolahdouzan |
| 20 de julho de 2015 18:30 | Sotic 5 | (16−3) | Nascimento 7 | Ginásio Municipal Tancredo Neves, Uberlândia Público: 150 Árbitros: Majid Kolahdouzan |
| 20 de julho de 2015 18:30 | 4× 3×   |        | 4× 3×        | Ginásio Municipal Tancredo Neves, Uberlândia Público: 150 Árbitros: Majid Kolahdouzan |

| 22 de julho de 2015 16:15 | Catar      | 31−32   | Romênia   | Ginásio Municipal Tancredo Neves, Uberlândia Público: 200 Árbitros: Kursad Erdogan |
| 22 de julho de 2015 16:15 | Denguir 10 | (16−16) | Somlea 10 | Ginásio Municipal Tancredo Neves, Uberlândia Público: 200 Árbitros: Kursad Erdogan |
| 22 de julho de 2015 16:15 | 3× 1×      |         | 8× 4× 1×  | Ginásio Municipal Tancredo Neves, Uberlândia Público: 200 Árbitros: Kursad Erdogan |

| 22 de julho de 2015 18:30 | Angola        | 21−32   | Espanha            | Ginásio Municipal Tancredo Neves, Uberlândia Público: 200 Árbitros: Gabriel Gonzales |
| 22 de julho de 2015 18:30 | Nhati, Sibo 7 | (12−17) | Del Valle Navasa 9 | Ginásio Municipal Tancredo Neves, Uberlândia Público: 200 Árbitros: Gabriel Gonzales |
| 22 de julho de 2015 18:30 | 5× 2× 1×      |         | 2× 4×              | Ginásio Municipal Tancredo Neves, Uberlândia Público: 200 Árbitros: Gabriel Gonzales |

| 22 de julho de 2015 20:45 | Portugal | 27−24   | Sérvia  | Ginásio Municipal Tancredo Neves, Uberlândia Público: 550 Árbitros: Karim Gasmi |
| 22 de julho de 2015 20:45 | Leitão 6 | (16−13) | Dukic 6 | Ginásio Municipal Tancredo Neves, Uberlândia Público: 550 Árbitros: Karim Gasmi |
| 22 de julho de 2015 20:45 | 6× 4×    |         | 4×      | Ginásio Municipal Tancredo Neves, Uberlândia Público: 550 Árbitros: Karim Gasmi |

| 23 de julho de 2015 16:15 | Catar         | 24−23   | Angola    | Ginásio Municipal Tancredo Neves, Uberlândia Público: 200 Árbitros: Rocha Alves |
| 23 de julho de 2015 16:15 | Al-Buainain 5 | (12−10) | Pascoal 9 | Ginásio Municipal Tancredo Neves, Uberlândia Público: 200 Árbitros: Rocha Alves |
| 23 de julho de 2015 16:15 | 3×            |         | 9× 1×     | Ginásio Municipal Tancredo Neves, Uberlândia Público: 200 Árbitros: Rocha Alves |

| 23 de julho de 2015 18:30 | Romênia  | 21−21  | Sérvia           | Ginásio Municipal Tancredo Neves, Uberlândia Público: 200 Árbitros: Radojko Brkic |
| 23 de julho de 2015 18:30 | Negru 6  | (13−9) | Terzic, Kurtes 4 | Ginásio Municipal Tancredo Neves, Uberlândia Público: 200 Árbitros: Radojko Brkic |
| 23 de julho de 2015 18:30 | 4× 3× 1× |        | 7× 3×            | Ginásio Municipal Tancredo Neves, Uberlândia Público: 200 Árbitros: Radojko Brkic |

| 23 de julho de 2015 20:45 | Espanha | 25−20   | Portugal  | Ginásio Municipal Tancredo Neves, Uberlândia Público: 300 Árbitros: Majid Kolahdouzan |
| 23 de julho de 2015 20:45 | Arino 5 | (12−12) | Martins 7 | Ginásio Municipal Tancredo Neves, Uberlândia Público: 300 Árbitros: Majid Kolahdouzan |
| 23 de julho de 2015 20:45 | 2× 3×   |         | 5× 4×     | Ginásio Municipal Tancredo Neves, Uberlândia Público: 300 Árbitros: Majid Kolahdouzan |

| 25 de julho de 2015 15:30 | Romênia  | 39−29   | Angola  | Ginásio Municipal Tancredo Neves, Uberlândia Público: 200 Árbitros: Radojko Brkic |
| 25 de julho de 2015 15:30 | Negru 18 | (20−14) | Sibo 10 | Ginásio Municipal Tancredo Neves, Uberlândia Público: 200 Árbitros: Radojko Brkic |
| 25 de julho de 2015 15:30 | 3×       |         | 6× 3×   | Ginásio Municipal Tancredo Neves, Uberlândia Público: 200 Árbitros: Radojko Brkic |

| 25 de julho de 2015 17:45 | Sérvia       | 21−28   | Espanha | Ginásio Municipal Tancredo Neves, Uberlândia Público: 200 Árbitros: Karim Gasmi |
| 25 de julho de 2015 17:45 | Mladenovic 8 | (13−12) | Arino 6 | Ginásio Municipal Tancredo Neves, Uberlândia Público: 200 Árbitros: Karim Gasmi |
| 25 de julho de 2015 17:45 | 4×           |         | 1× 4×   | Ginásio Municipal Tancredo Neves, Uberlândia Público: 200 Árbitros: Karim Gasmi |

| 25 de julho de 2015 20:00 | Portugal | 20−26  | Catar   | Ginásio Municipal Tancredo Neves, Uberlândia Público: 200 Árbitros: Bojan Lah |
| 25 de julho de 2015 20:00 | Mourao 6 | (7−12) | Sassi 7 | Ginásio Municipal Tancredo Neves, Uberlândia Público: 200 Árbitros: Bojan Lah |
| 25 de julho de 2015 20:00 | 5× 3×    |        | 3×      | Ginásio Municipal Tancredo Neves, Uberlândia Público: 200 Árbitros: Bojan Lah |

| 26 de julho de 2015 16:15 | Angola       | 26−27   | Portugal  | Ginásio Municipal Tancredo Neves, Uberlândia Público: 200 Árbitros: Ahmed Al Mutawa |
| 26 de julho de 2015 16:15 | Nascimento 9 | (14−12) | Martins 9 | Ginásio Municipal Tancredo Neves, Uberlândia Público: 200 Árbitros: Ahmed Al Mutawa |
| 26 de julho de 2015 16:15 | 4× 3×        |         | 2× 3×     | Ginásio Municipal Tancredo Neves, Uberlândia Público: 200 Árbitros: Ahmed Al Mutawa |

| 26 de julho de 2015 18:30 | Sérvia         | 37−22   | Catar        | Ginásio Municipal Tancredo Neves, Uberlândia Público: 200 Árbitros: Svavar Petursson |
| 26 de julho de 2015 18:30 | Milosavljev 16 | (15−13) | Demirovic 10 | Ginásio Municipal Tancredo Neves, Uberlândia Público: 200 Árbitros: Svavar Petursson |
| 26 de julho de 2015 18:30 | 3×             |         | 3× 5× 1×     | Ginásio Municipal Tancredo Neves, Uberlândia Público: 200 Árbitros: Svavar Petursson |

| 26 de julho de 2015 20:45 | Espanha | 23−18   | Romênia   | Ginásio Municipal Tancredo Neves, Uberlândia Público: 200 Árbitros: Kursad Erdogan |
| 26 de julho de 2015 20:45 | Gomez 7 | (15−12) | Racotea 7 | Ginásio Municipal Tancredo Neves, Uberlândia Público: 200 Árbitros: Kursad Erdogan |
| 26 de julho de 2015 20:45 | 7× 3×   |         | 4× 2×     | Ginásio Municipal Tancredo Neves, Uberlândia Público: 200 Árbitros: Kursad Erdogan |

### Grupo C
| Pos | Equipe        | Pts | J | V | E | D | GP  | GC  | SG  |
| --- | ------------- | --- | - | - | - | - | --- | --- | --- |
| 1   | França        | 10  | 5 | 5 | 0 | 0 | 163 | 123 | +40 |
| 2   | Dinamarca     | 8   | 5 | 4 | 0 | 1 | 165 | 121 | +44 |
| 3   | Coreia do Sul | 6   | 5 | 3 | 0 | 2 | 153 | 133 | +20 |
| 4   | Argentina     | 4   | 5 | 2 | 0 | 3 | 114 | 123 | −9  |
| 5   | Argélia       | 2   | 5 | 1 | 0 | 4 | 117 | 145 | −28 |
| 6   | Chile         | 0   | 5 | 0 | 0 | 5 | 104 | 171 | −67 |

| 20 de julho de 2015 11:45 | Dinamarca                          | 39−20   | Chile          | Centro Olímpico de Uberaba, Uberaba Público: 1500 Árbitros: Ismail Boualloucha |
| 20 de julho de 2015 11:45 | Aastrup, Jensen, Hald, Schilling 6 | (18−10) | Ayala, Veliz 4 | Centro Olímpico de Uberaba, Uberaba Público: 1500 Árbitros: Ismail Boualloucha |
| 20 de julho de 2015 11:45 | 3×                                 |         | 5× 3×          | Centro Olímpico de Uberaba, Uberaba Público: 1500 Árbitros: Ismail Boualloucha |

| 20 de julho de 2015 14:00 | França           | 26−25   | Argélia                            | Centro Olímpico de Uberaba, Uberaba Público: 2000 Árbitros: Bojan Lah |
| 20 de julho de 2015 14:00 | Traore, Tritta 4 | (13−11) | Khelil, Griba, Temmam, Djebrouni 4 | Centro Olímpico de Uberaba, Uberaba Público: 2000 Árbitros: Bojan Lah |
| 20 de julho de 2015 14:00 | 4× 3×            |         | 6× 3×                              | Centro Olímpico de Uberaba, Uberaba Público: 2000 Árbitros: Bojan Lah |

| 20 de julho de 2015 16:15 | Argentina          | 18−28  | Coreia do Sul | Centro Olímpico de Uberaba, Uberaba Público: 2000 Árbitros: Miklos Andorka |
| 20 de julho de 2015 16:15 | Tomas, Sebastian 4 | (9−12) | Lim 6         | Centro Olímpico de Uberaba, Uberaba Público: 2000 Árbitros: Miklos Andorka |
| 20 de julho de 2015 16:15 | 7× 4×              |        | 6× 3×         | Centro Olímpico de Uberaba, Uberaba Público: 2000 Árbitros: Miklos Andorka |

| 22 de julho de 2015 16:15 | Chile           | 22−38  | França     | Centro Olímpico de Uberaba, Uberaba Público: 1000 Árbitros: Miklos Andorka |
| 22 de julho de 2015 16:15 | Ayala, Flores 8 | (9−20) | Cardinal 7 | Centro Olímpico de Uberaba, Uberaba Público: 1000 Árbitros: Miklos Andorka |
| 22 de julho de 2015 16:15 | 5× 3×           |        | 4× 1×      | Centro Olímpico de Uberaba, Uberaba Público: 1000 Árbitros: Miklos Andorka |

| 22 de julho de 2015 18:30 | Coreia do Sul | 27−28   | Dinamarca     | Centro Olímpico de Uberaba, Uberaba Público: 1500 Árbitros: Bojan Lah |
| 22 de julho de 2015 18:30 | Kim 8         | (13−10) | Hald, Holst 5 | Centro Olímpico de Uberaba, Uberaba Público: 1500 Árbitros: Bojan Lah |
| 22 de julho de 2015 18:30 | 4× 3×         |         | 7× 3×         | Centro Olímpico de Uberaba, Uberaba Público: 1500 Árbitros: Bojan Lah |

| 22 de julho de 2015 20:45 | Argélia     | 19−23  | Argentina   | Centro Olímpico de Uberaba, Uberaba Público: 1700 Árbitros: Nikolaj Volodkov |
| 22 de julho de 2015 20:45 | Djebrouni 7 | (7−12) | Bernachea 7 | Centro Olímpico de Uberaba, Uberaba Público: 1700 Árbitros: Nikolaj Volodkov |
| 22 de julho de 2015 20:45 | 7× 2×       |        | 5× 2×       | Centro Olímpico de Uberaba, Uberaba Público: 1700 Árbitros: Nikolaj Volodkov |

| 23 de julho de 2015 14:00 | Chile    | 22−35  | Coreia do Sul | Centro Olímpico de Uberaba, Uberaba Público: 150 Árbitros: Hussain Almawt |
| 23 de julho de 2015 14:00 | Salas 4  | (8−18) | Kim 6         | Centro Olímpico de Uberaba, Uberaba Público: 150 Árbitros: Hussain Almawt |
| 23 de julho de 2015 14:00 | 5× 3× 1× |        | 2×            | Centro Olímpico de Uberaba, Uberaba Público: 150 Árbitros: Hussain Almawt |

| 23 de julho de 2015 16:15 | França | 28−19 | Argentina | Centro Olímpico de Uberaba, Uberaba Público: 600 Árbitros: Alexei Covalciuc |
| 23 de julho de 2015 16:15 | Seri 7 | (9−7) | Mourino 4 | Centro Olímpico de Uberaba, Uberaba Público: 600 Árbitros: Alexei Covalciuc |
| 23 de julho de 2015 16:15 | 8× 2×  |       | 2× 3×     | Centro Olímpico de Uberaba, Uberaba Público: 600 Árbitros: Alexei Covalciuc |

| 23 de julho de 2015 20:45 | Dinamarca | 42−18  | Argélia  | Centro Olímpico de Uberaba, Uberaba Público: 350 Árbitros: Ivan Mosorinski |
| 23 de julho de 2015 20:45 | Holm 8    | (17−9) | Khelil 5 | Centro Olímpico de Uberaba, Uberaba Público: 350 Árbitros: Ivan Mosorinski |
| 23 de julho de 2015 20:45 | 2× 3×     |        | 1× 3×    | Centro Olímpico de Uberaba, Uberaba Público: 350 Árbitros: Ivan Mosorinski |

| 25 de julho de 2015 15:30 | França             | 39−31   | Coreia do Sul | Centro Olímpico de Uberaba, Uberaba Público: 250 Árbitros: Josip Posavec |
| 25 de julho de 2015 15:30 | Delecroix, Meyer 8 | (20−14) | Oh 8          | Centro Olímpico de Uberaba, Uberaba Público: 250 Árbitros: Josip Posavec |
| 25 de julho de 2015 15:30 | 9× 3×              |         | 3×            | Centro Olímpico de Uberaba, Uberaba Público: 250 Árbitros: Josip Posavec |

| 25 de julho de 2015 17:45 | Argentina   | 24−30   | Dinamarca   | Centro Olímpico de Uberaba, Uberaba Público: 300 Árbitros: Ismail Boualloucha |
| 25 de julho de 2015 17:45 | Bernachea 7 | (13−14) | Schilling 9 | Centro Olímpico de Uberaba, Uberaba Público: 300 Árbitros: Ismail Boualloucha |
| 25 de julho de 2015 17:45 | 6× 3×       |         | 7× 3×       | Centro Olímpico de Uberaba, Uberaba Público: 300 Árbitros: Ismail Boualloucha |

| 25 de julho de 2015 20:00 | Argélia    | 29−22   | Chile   | Centro Olímpico de Uberaba, Uberaba Público: 100 Árbitros: Alexei Covalciuc |
| 25 de julho de 2015 20:00 | Djehiche 8 | (16−10) | Ayala 6 | Centro Olímpico de Uberaba, Uberaba Público: 100 Árbitros: Alexei Covalciuc |
| 25 de julho de 2015 20:00 | 5× 3×      |         | 4×      | Centro Olímpico de Uberaba, Uberaba Público: 100 Árbitros: Alexei Covalciuc |

| 26 de julho de 2015 14:00 | Dinamarca              | 26−32   | França             | Centro Olímpico de Uberaba, Uberaba Público: 250 Árbitros: Nikolaj Volodkov |
| 26 de julho de 2015 14:00 | Hald, Holst, Aastrup 4 | (15−18) | Billant, Tournat 6 | Centro Olímpico de Uberaba, Uberaba Público: 250 Árbitros: Nikolaj Volodkov |
| 26 de julho de 2015 14:00 | 4× 3×                  |         | 3×                 | Centro Olímpico de Uberaba, Uberaba Público: 250 Árbitros: Nikolaj Volodkov |

| 26 de julho de 2015 16:15 | Coreia do Sul | 32−26   | Argélia            | Centro Olímpico de Uberaba, Uberaba Público: 2500 Árbitros: Lars Jedermann Jorgensen |
| 26 de julho de 2015 16:15 | Park 6        | (16−11) | Khelil, Allouach 5 | Centro Olímpico de Uberaba, Uberaba Público: 2500 Árbitros: Lars Jedermann Jorgensen |
| 26 de julho de 2015 16:15 | 1× 3×         |         | 7× 3× 1×           | Centro Olímpico de Uberaba, Uberaba Público: 2500 Árbitros: Lars Jedermann Jorgensen |

| 26 de julho de 2015 20:45 | Argentina | 30−18  | Chile    | Centro Olímpico de Uberaba, Uberaba Público: 400 Árbitros: Miklos Andorka |
| 26 de julho de 2015 20:45 | Werner 6  | (13−8) | Flores 5 | Centro Olímpico de Uberaba, Uberaba Público: 400 Árbitros: Miklos Andorka |
| 26 de julho de 2015 20:45 | 6× 1×     |        | 7× 3×    | Centro Olímpico de Uberaba, Uberaba Público: 400 Árbitros: Miklos Andorka |

### Grupo D
| Pos | Equipe   | Pts | J | V | E | D | GP  | GC  | SG  |
| --- | -------- | --- | - | - | - | - | --- | --- | --- |
| 1   | Alemanha | 10  | 5 | 5 | 0 | 0 | 166 | 119 | +47 |
| 2   | Egito    | 7   | 5 | 3 | 1 | 1 | 151 | 128 | +23 |
| 3   | Brasil   | 7   | 5 | 3 | 1 | 1 | 155 | 131 | +24 |
| 4   | Noruega  | 4   | 5 | 2 | 0 | 3 | 135 | 138 | −3  |
| 5   | Japão    | 3   | 5 | 1 | 1 | 3 | 139 | 155 | −16 |
| 6   | Uruguai  | 0   | 5 | 0 | 0 | 5 | 89  | 164 | −75 |

| 19 de julho de 2015 18:30 | Brasil             | 31−30   | Japão    | Centro Olímpico de Uberaba, Uberaba Público: 6000 Árbitros: Miklos Andorka |
| 19 de julho de 2015 18:30 | Moreira, Langaro 5 | (14−15) | Tokuda 9 | Centro Olímpico de Uberaba, Uberaba Público: 6000 Árbitros: Miklos Andorka |
| 19 de julho de 2015 18:30 | 6× 3×              |         | 3×       | Centro Olímpico de Uberaba, Uberaba Público: 6000 Árbitros: Miklos Andorka |

| 20 de julho de 2015 18:30 | Alemanha                 | 28−24   | Noruega     | Centro Olímpico de Uberaba, Uberaba Público: 500 Árbitros: Nikolaj Volodkov |
| 20 de julho de 2015 18:30 | Ernst, Kunkel, Emanuel 5 | (14−12) | Pedersen 12 | Centro Olímpico de Uberaba, Uberaba Público: 500 Árbitros: Nikolaj Volodkov |
| 20 de julho de 2015 18:30 | 4× 3×                    |         | 8× 3×       | Centro Olímpico de Uberaba, Uberaba Público: 500 Árbitros: Nikolaj Volodkov |

| 20 de julho de 2015 20:45 | Egito         | 37−20  | Uruguai   | Centro Olímpico de Uberaba, Uberaba Público: 110 Árbitros: Hussain Almawt |
| 20 de julho de 2015 20:45 | Adel Yousry 6 | (18−7) | Ancheta 5 | Centro Olímpico de Uberaba, Uberaba Público: 110 Árbitros: Hussain Almawt |
| 20 de julho de 2015 20:45 | 2× 3×         |        | 5× 1×     | Centro Olímpico de Uberaba, Uberaba Público: 110 Árbitros: Hussain Almawt |

| 21 de julho de 2015 16:15 | Uruguai   | 18−37  | Alemanha    | Centro Olímpico de Uberaba, Uberaba Público: 200 Árbitros: Lars Jedermann Jorgensen |
| 21 de julho de 2015 16:15 | Ancheta 5 | (9−17) | Kastening 6 | Centro Olímpico de Uberaba, Uberaba Público: 200 Árbitros: Lars Jedermann Jorgensen |
| 21 de julho de 2015 16:15 | 5× 3×     |        | 2×          | Centro Olímpico de Uberaba, Uberaba Público: 200 Árbitros: Lars Jedermann Jorgensen |

| 21 de julho de 2015 18:30 | Noruega           | 24−37   | Brasil      | Centro Olímpico de Uberaba, Uberaba Público: 4000 Árbitros: Ivan Mosorinski |
| 21 de julho de 2015 18:30 | Ekren, Pedersen 5 | (13−17) | Hackbarth 9 | Centro Olímpico de Uberaba, Uberaba Público: 4000 Árbitros: Ivan Mosorinski |
| 21 de julho de 2015 18:30 | 9× 3× 1×          |         | 4× 2×       | Centro Olímpico de Uberaba, Uberaba Público: 4000 Árbitros: Ivan Mosorinski |

| 21 de julho de 2015 20:45 | Japão     | 27−27   | Egito      | Centro Olímpico de Uberaba, Uberaba Público: 1000 Árbitros: Alexei Covalciuc |
| 21 de julho de 2015 20:45 | Tokuda 10 | (17−14) | Moustafa 5 | Centro Olímpico de Uberaba, Uberaba Público: 1000 Árbitros: Alexei Covalciuc |
| 21 de julho de 2015 20:45 | 4× 3×     |         | 2× 3×      | Centro Olímpico de Uberaba, Uberaba Público: 1000 Árbitros: Alexei Covalciuc |

| 23 de julho de 2015 09:30 | Alemanha      | 43−24   | Japão    | Centro Olímpico de Uberaba, Uberaba Público: 100 Árbitros: Ismail Boualloucha |
| 23 de julho de 2015 09:30 | Ritterbach 10 | (20−11) | Tanaka 5 | Centro Olímpico de Uberaba, Uberaba Público: 100 Árbitros: Ismail Boualloucha |
| 23 de julho de 2015 09:30 | 6× 3×         |         | 3×       | Centro Olímpico de Uberaba, Uberaba Público: 100 Árbitros: Ismail Boualloucha |

| 23 de julho de 2015 11:45 | Noruega    | 31−16  | Uruguai   | Centro Olímpico de Uberaba, Uberaba Público: 100 Árbitros: Bojan Lah |
| 23 de julho de 2015 11:45 | Pedersen 7 | (19−8) | Ancheta 6 | Centro Olímpico de Uberaba, Uberaba Público: 100 Árbitros: Bojan Lah |
| 23 de julho de 2015 11:45 | 4× 3×      |        | 4× 3×     | Centro Olímpico de Uberaba, Uberaba Público: 100 Árbitros: Bojan Lah |

| 23 de julho de 2015 18:30 | Brasil      | 31−32   | Egito      | Centro Olímpico de Uberaba, Uberaba Público: 4000 Árbitros: Miklos Andorka |
| 23 de julho de 2015 18:30 | Rodrigues 9 | (16−17) | Mohamed 10 | Centro Olímpico de Uberaba, Uberaba Público: 4000 Árbitros: Miklos Andorka |
| 23 de julho de 2015 18:30 | 2× 4×       |         | 4× 3×      | Centro Olímpico de Uberaba, Uberaba Público: 4000 Árbitros: Miklos Andorka |

| 24 de julho de 2015 16:15 | Egito                  | 24−29   | Alemanha | Centro Olímpico de Uberaba, Uberaba Público: 200 Árbitros: Nikolaj Volodkov |
| 24 de julho de 2015 16:15 | Mohamed, El Bradaway 5 | (12−16) | Ernst 7  | Centro Olímpico de Uberaba, Uberaba Público: 200 Árbitros: Nikolaj Volodkov |
| 24 de julho de 2015 16:15 | 5× 3×                  |         | 8× 3×    | Centro Olímpico de Uberaba, Uberaba Público: 200 Árbitros: Nikolaj Volodkov |

| 24 de julho de 2015 18:30 | Brasil   | 27−16  | Uruguai    | Ginásio Municipal Tancredo Neves, Uberlândia Público: 2500 Árbitros: Ahmed Al Mutawa |
| 24 de julho de 2015 18:30 | Santos 5 | (13−5) | Chaparro 4 | Ginásio Municipal Tancredo Neves, Uberlândia Público: 2500 Árbitros: Ahmed Al Mutawa |
| 24 de julho de 2015 18:30 | 1× 3×    |        | 6× 1×      | Ginásio Municipal Tancredo Neves, Uberlândia Público: 2500 Árbitros: Ahmed Al Mutawa |

| 24 de julho de 2015 20:45 | Japão    | 26−35   | Noruega     | Centro Olímpico de Uberaba, Uberaba Público: 200 Árbitros: Lars Jedermann Jorgensen |
| 24 de julho de 2015 20:45 | Tokuda 9 | (12−22) | Pedersen 10 | Centro Olímpico de Uberaba, Uberaba Público: 200 Árbitros: Lars Jedermann Jorgensen |
| 24 de julho de 2015 20:45 | 1× 4×    |         | 4× 3×       | Centro Olímpico de Uberaba, Uberaba Público: 200 Árbitros: Lars Jedermann Jorgensen |

| 26 de julho de 2015 09:30 | Uruguai     | 19−32   | Japão    | Centro Olímpico de Uberaba, Uberaba Público: 100 Árbitros: Ivan Mosorinski |
| 26 de julho de 2015 09:30 | Chaparro 10 | (10−17) | Tanaka 5 | Centro Olímpico de Uberaba, Uberaba Público: 100 Árbitros: Ivan Mosorinski |
| 26 de julho de 2015 09:30 | 11× 4×      |         | 7× 3×    | Centro Olímpico de Uberaba, Uberaba Público: 100 Árbitros: Ivan Mosorinski |

| 26 de julho de 2015 11:45 | Egito     | 31−21   | Noruega       | Centro Olímpico de Uberaba, Uberaba Público: 200 Árbitros: Hussain Almawt |
| 26 de julho de 2015 11:45 | Mohamed 7 | (15−12) | Johannessen 5 | Centro Olímpico de Uberaba, Uberaba Público: 200 Árbitros: Hussain Almawt |
| 26 de julho de 2015 11:45 | 5× 3×     |         | 4×            | Centro Olímpico de Uberaba, Uberaba Público: 200 Árbitros: Hussain Almawt |

| 26 de julho de 2015 18:30 | Alemanha | 29−29   | Brasil           | Centro Olímpico de Uberaba, Uberaba Público: 5800 Árbitros: Bojan Lah |
| 26 de julho de 2015 18:30 | Ernst 8  | (15−15) | Hackbarth, Silva | Centro Olímpico de Uberaba, Uberaba Público: 5800 Árbitros: Bojan Lah |
| 26 de julho de 2015 18:30 | 4×       |         | 5× 3× 1×         | Centro Olímpico de Uberaba, Uberaba Público: 5800 Árbitros: Bojan Lah |

## Fase Final
|  | Oitavas de final         | Oitavas de final         |                           |    | Quartas de final | Quartas de final |                           |                           | Semifinais | Semifinais |  |  | Final | Final |
|  |                          |                          |                           |    |                  |                  |                           |                           |            |            |  |  |       |       |
|  | 28 de julho — Uberlândia |                          |                           |    |                  |                  |                           |                           |            |            |  |  |       |       |
|  |                          |                          |                           |    |                  |                  |                           |                           |            |            |  |  |       |       |
|  | Espanha                  | 31                       |                           |    |                  |                  |                           |                           |            |            |  |  |       |       |
|  | Espanha                  | 31                       | 29 de julho — Uberlândia  |    |                  |                  |                           |                           |            |            |  |  |       |       |
|  | Rússia                   | 25                       |                           |    |                  |                  |                           |                           |            |            |  |  |       |       |
|  | Rússia                   | 25                       | Espanha                   | 21 |                  |                  |                           |                           |            |            |  |  |       |       |
|  | 28 de julho — Uberlândia |                          | Espanha                   | 21 |                  |                  |                           |                           |            |            |  |  |       |       |
|  |                          | Dinamarca                | 22                        |    |                  |                  |                           |                           |            |            |  |  |       |       |
|  | Brasil                   | Dinamarca                | 22                        | 31 |                  |                  |                           |                           |            |            |  |  |       |       |
|  | Brasil                   |                          | 31 de julho — Uberlândia  | 31 |                  |                  |                           |                           |            |            |  |  |       |       |
|  | Dinamarca                | 34                       |                           |    |                  |                  |                           |                           |            |            |  |  |       |       |
|  | Dinamarca                | 34                       | Dinamarca                 | 28 |                  |                  |                           |                           |            |            |  |  |       |       |
|  | 28 de julho — Uberlândia |                          | Dinamarca                 | 28 |                  |                  |                           |                           |            |            |  |  |       |       |
|  |                          | Alemanha                 | 26                        |    |                  |                  |                           |                           |            |            |  |  |       |       |
|  | Catar                    | Alemanha                 | 26                        | 35 |                  |                  |                           |                           |            |            |  |  |       |       |
|  | Catar                    | 29 de julho — Uberlândia |                           | 35 |                  |                  |                           |                           |            |            |  |  |       |       |
|  | Bielorrússia             | 36                       |                           |    |                  |                  |                           |                           |            |            |  |  |       |       |
|  | Bielorrússia             | 36                       | Bielorrússia              | 37 |                  |                  |                           |                           |            |            |  |  |       |       |
|  | 28 de julho — Uberlândia |                          | Bielorrússia              | 37 |                  |                  |                           |                           |            |            |  |  |       |       |
|  |                          | Alemanha                 | 43                        |    |                  |                  |                           |                           |            |            |  |  |       |       |
|  | Alemanha                 | Alemanha                 | 43                        | 27 |                  |                  |                           |                           |            |            |  |  |       |       |
|  | Alemanha                 |                          | 01 de agosto — Uberlândia | 27 |                  |                  |                           |                           |            |            |  |  |       |       |
|  | Argentina                | 18                       |                           |    |                  |                  |                           |                           |            |            |  |  |       |       |
|  | Argentina                | 18                       | Dinamarca                 | 24 |                  |                  |                           |                           |            |            |  |  |       |       |
|  | 28 de julho — Uberaba    |                          | Dinamarca                 | 24 |                  |                  |                           |                           |            |            |  |  |       |       |
|  |                          | França                   | 26                        |    |                  |                  |                           |                           |            |            |  |  |       |       |
|  | Suécia                   | França                   | 26                        | 33 |                  |                  |                           |                           |            |            |  |  |       |       |
|  | Suécia                   | 29 de julho — Uberaba    |                           | 33 |                  |                  |                           |                           |            |            |  |  |       |       |
|  | Portugal                 | 30                       |                           |    |                  |                  |                           |                           |            |            |  |  |       |       |
|  | Portugal                 | 30                       | Suécia                    | 27 |                  |                  |                           |                           |            |            |  |  |       |       |
|  | 28 de julho — Uberaba    |                          | Suécia                    | 27 |                  |                  |                           |                           |            |            |  |  |       |       |
|  |                          | Egito                    | 28                        |    |                  |                  |                           |                           |            |            |  |  |       |       |
|  | Coreia do Sul            | Egito                    | 28                        | 36 |                  |                  |                           |                           |            |            |  |  |       |       |
|  | Coreia do Sul            |                          | 31 de julho — Uberlândia  | 36 |                  |                  |                           |                           |            |            |  |  |       |       |
|  | Egito                    | 39                       |                           |    |                  |                  |                           |                           |            |            |  |  |       |       |
|  | Egito                    | 39                       | Egito                     | 30 |                  |                  |                           |                           |            |            |  |  |       |       |
|  | 28 de julho — Uberaba    |                          | Egito                     | 30 |                  |                  |                           |                           |            |            |  |  |       |       |
|  |                          | França                   | 32                        |    | Terceiro lugar   | Terceiro lugar   |                           |                           |            |            |  |  |       |       |
|  | Tunísia                  | França                   | 32                        | 27 | Terceiro lugar   | Terceiro lugar   |                           |                           |            |            |  |  |       |       |
|  | Tunísia                  | 29 de julho — Uberaba    | 29 de julho — Uberaba     | 27 |                  |                  | 01 de agosto — Uberlândia | 01 de agosto — Uberlândia |            |            |  |  |       |       |
|  | Romênia                  | 29 de julho — Uberaba    | 29 de julho — Uberaba     | 29 |                  |                  | 01 de agosto — Uberlândia | 01 de agosto — Uberlândia |            |            |  |  |       |       |
|  | Romênia                  | Romênia                  | 20                        | 29 | Alemanha         | 35               |                           |                           |            |            |  |  |       |       |
|  | 28 de julho — Uberaba    | Romênia                  | 20                        |    | Alemanha         | 35               |                           |                           |            |            |  |  |       |       |
|  |                          | França                   | 30                        |    | Egito            | 34               |                           |                           |            |            |  |  |       |       |
|  | França                   | França                   | 30                        | 24 | Egito            | 34               |                           |                           |            |            |  |  |       |       |
|  | França                   |                          |                           | 24 |                  |                  |                           |                           |            |            |  |  |       |       |
|  | Noruega                  | 20                       |                           |    |                  |                  |                           |                           |            |            |  |  |       |       |
|  | Noruega                  | 20                       |                           |    |                  |                  |                           |                           |            |            |  |  |       |       |

### Oitavas de Final
| 28 de julho de 2015 13:30 | Espanha   | 31−25   | Rússia               | Ginásio Municipal Tancredo Neves, Uberlândia Público: 200 Árbitros: Radojko Brkic |
| 28 de julho de 2015 13:30 | Sanchez 8 | (12−14) | Chernov, Shkurinskiy | Ginásio Municipal Tancredo Neves, Uberlândia Público: 200 Árbitros: Radojko Brkic |
| 28 de julho de 2015 13:30 | 2×        |         | 2× 3×                | Ginásio Municipal Tancredo Neves, Uberlândia Público: 200 Árbitros: Radojko Brkic |

| 28 de julho de 2015 13:30 | Coreia do Sul | 36−39   | Egito      | Centro Olímpico, Uberaba Público: 2200 Árbitros: Miklos Andorka |
| 28 de julho de 2015 13:30 | Lim 8         | (17−15) | Mohamed 11 | Centro Olímpico, Uberaba Público: 2200 Árbitros: Miklos Andorka |
| 28 de julho de 2015 13:30 | 5× 3×         |         | 7× 3×      | Centro Olímpico, Uberaba Público: 2200 Árbitros: Miklos Andorka |

| 28 de julho de 2015 15:45 | Catar      | 35−36   | Bielorrússia | Ginásio Municipal Tancredo Neves, Uberlândia Público: 800 Árbitros: Karim Gasmi |
| 28 de julho de 2015 15:45 | Denguir 17 | (16−15) | Karalek 10   | Ginásio Municipal Tancredo Neves, Uberlândia Público: 800 Árbitros: Karim Gasmi |
| 28 de julho de 2015 15:45 | 4× 3×      |         | 2× 3×        | Ginásio Municipal Tancredo Neves, Uberlândia Público: 800 Árbitros: Karim Gasmi |

| 28 de julho de 2015 15:45 | Suécia               | 33−30   | Portugal | Centro Olímpico, Uberaba Público: 3000 Árbitros: Ismail Boualloucha |
| 28 de julho de 2015 15:45 | Zetterman, Nilsson 8 | (17−13) | Alves 8  | Centro Olímpico, Uberaba Público: 3000 Árbitros: Ismail Boualloucha |
| 28 de julho de 2015 15:45 | 7× 4×                |         | 3× 4×    | Centro Olímpico, Uberaba Público: 3000 Árbitros: Ismail Boualloucha |

| 28 de julho de 2015 18:00 | Brasil  | 31−34   | Dinamarca     | Ginásio Municipal Tancredo Neves, Uberlândia Público: 2000 Árbitros: Majid Kolahdouzan |
| 28 de julho de 2015 18:00 | Silva 8 | (16−19) | Hald, Holst 8 | Ginásio Municipal Tancredo Neves, Uberlândia Público: 2000 Árbitros: Majid Kolahdouzan |
| 28 de julho de 2015 18:00 | 1× 4×   |         | 7× 3×         | Ginásio Municipal Tancredo Neves, Uberlândia Público: 2000 Árbitros: Majid Kolahdouzan |

| 28 de julho de 2015 18:00 | Tunísia   | 27−29   | Romênia  | Centro Olímpico, Uberaba Público: 100 Árbitros: Ivan Mosorinski |
| 28 de julho de 2015 18:00 | Abdelli 9 | (15−15) | Negru 14 | Centro Olímpico, Uberaba Público: 100 Árbitros: Ivan Mosorinski |
| 28 de julho de 2015 18:00 | 5× 2×     |         | 5× 3×    | Centro Olímpico, Uberaba Público: 100 Árbitros: Ivan Mosorinski |

| 28 de julho de 2015 20:30 | Alemanha | 27−18  | Argentina | Ginásio Municipal Tancredo Neves, Uberlândia Público: 300 Árbitros: Svavar Petursson |
| 28 de julho de 2015 20:30 | Kunkel 7 | (12−8) | Mourino 4 | Ginásio Municipal Tancredo Neves, Uberlândia Público: 300 Árbitros: Svavar Petursson |
| 28 de julho de 2015 20:30 | 5× 2×    |        | 8× 2×     | Ginásio Municipal Tancredo Neves, Uberlândia Público: 300 Árbitros: Svavar Petursson |

| 28 de julho de 2015 20:30 | França    | 24−20   | Noruega                  | Centro Olímpico, Uberaba Público: 250 Árbitros: Bojan Lah |
| 28 de julho de 2015 20:30 | Tournat 6 | (11−10) | Pederssen, Johannessen 5 | Centro Olímpico, Uberaba Público: 250 Árbitros: Bojan Lah |
| 28 de julho de 2015 20:30 | 3× 2×     |         | 4×                       | Centro Olímpico, Uberaba Público: 250 Árbitros: Bojan Lah |

### Quartas de Final
| 29 de julho de 2015 18:00 | Espanha                     | 21−22   | Dinamarca           | Ginásio Municipal Tancredo Neves, Uberlândia Público: 200 Árbitros: Kursad Erdogan |
| 29 de julho de 2015 18:00 | Del Valle, Plaza, Sanchez 4 | (12−10) | Henneberg, Hansen 4 | Ginásio Municipal Tancredo Neves, Uberlândia Público: 200 Árbitros: Kursad Erdogan |
| 29 de julho de 2015 18:00 | 1× 3×                       |         | 2× 3×               | Ginásio Municipal Tancredo Neves, Uberlândia Público: 200 Árbitros: Kursad Erdogan |

| 29 de julho de 2015 18:00 | Egito                       | 28−27   | Suécia | Centro Olímpico, Uberaba Público: 200 Árbitros: Ivan Mosorinski |
| 29 de julho de 2015 18:00 | Hossam, Moustafa, Mohamed 5 | (15−15) | Mork 9 | Centro Olímpico, Uberaba Público: 200 Árbitros: Ivan Mosorinski |
| 29 de julho de 2015 18:00 | 4×                          |         | 7× 4×  | Centro Olímpico, Uberaba Público: 200 Árbitros: Ivan Mosorinski |

| 29 de julho de 2015 20:00 | Bielorrússia | 37−43   | Alemanha  | Ginásio Municipal Tancredo Neves, Uberlândia Público: 200 Árbitros: Adriano Alves Rocha |
| 29 de julho de 2015 20:00 | Karalek 9    | (17−19) | Preuss 17 | Ginásio Municipal Tancredo Neves, Uberlândia Público: 200 Árbitros: Adriano Alves Rocha |
| 29 de julho de 2015 20:00 | 3×           |         | 3×        | Ginásio Municipal Tancredo Neves, Uberlândia Público: 200 Árbitros: Adriano Alves Rocha |

| 29 de julho de 2015 20:30 | Romênia  | 20−30  | França       | Centro Olímpico, Uberaba Público: 200 Árbitros: Bojan Lah |
| 29 de julho de 2015 20:30 | Rotaru 5 | (8−17) | Delecroix 10 | Centro Olímpico, Uberaba Público: 200 Árbitros: Bojan Lah |
| 29 de julho de 2015 20:30 | 5× 4×    |        | 9× 3×        | Centro Olímpico, Uberaba Público: 200 Árbitros: Bojan Lah |

### Semifinais
| 31 de julho de 2015 15:30 | Dinamarca | 28−26   | Alemanha     | Ginásio Municipal Tancredo Neves, Uberlândia Público: 400 Árbitros: Radojko Brkic |
| 31 de julho de 2015 15:30 | Hansen 6  | (15−13) | Ritterbach 7 | Ginásio Municipal Tancredo Neves, Uberlândia Público: 400 Árbitros: Radojko Brkic |
| 31 de julho de 2015 15:30 | 4× 3×     |         | 4×           | Ginásio Municipal Tancredo Neves, Uberlândia Público: 400 Árbitros: Radojko Brkic |

| 31 de julho de 2015 18:00 | Egito     | 30−32   | França    | Ginásio Municipal Tancredo Neves, Uberlândia Público: 1000 Árbitros: Majid Kolahdouzan |
| 31 de julho de 2015 18:00 | Mohamed 8 | (12−15) | Tournat 7 | Ginásio Municipal Tancredo Neves, Uberlândia Público: 1000 Árbitros: Majid Kolahdouzan |
| 31 de julho de 2015 18:00 | 5× 4×     |         | 5× 3×     | Ginásio Municipal Tancredo Neves, Uberlândia Público: 1000 Árbitros: Majid Kolahdouzan |

### Decisão do 3° lugar
| 01 de agosto de 2015 15:30 | Alemanha     | 35−34   | Egito     | Ginásio Municipal Tancredo Neves, Uberlândia Público: 1000 Árbitros: Adriano Alves Rocha |
| 01 de agosto de 2015 15:30 | Ritterbach 8 | (12−13) | Mohamed 7 | Ginásio Municipal Tancredo Neves, Uberlândia Público: 1000 Árbitros: Adriano Alves Rocha |
| 01 de agosto de 2015 15:30 | 8× 4×        |         | 9× 4× 1×  | Ginásio Municipal Tancredo Neves, Uberlândia Público: 1000 Árbitros: Adriano Alves Rocha |

### Final
| 01 de agosto de 2015 18:00 | Dinamarca | 24−26   | França      | Ginásio Municipal Tancredo Neves, Uberlândia Público: 3000 Árbitros: Bojan Lah |
| 01 de agosto de 2015 18:00 | Lassen 8  | (11−14) | Delecroix 8 | Ginásio Municipal Tancredo Neves, Uberlândia Público: 3000 Árbitros: Bojan Lah |
| 01 de agosto de 2015 18:00 | 4× 3×     |         | 2× 3×       | Ginásio Municipal Tancredo Neves, Uberlândia Público: 3000 Árbitros: Bojan Lah |

## Play-off do 5° lugar
|  | Semi finais              | Semi finais              |    |                           | 5º lugar                  | 5º lugar |  |
|  |                          |                          |    |                           |                           |          |  |
|  | 31 de Julho — Uberlândia |                          |    |                           |                           |          |  |
|  | Espanha                  | 34                       |    |                           |                           |          |  |
|  | Bielorrússia             | 36                       |    |                           |                           |          |  |
|  |                          |                          |    |                           |                           |          |  |
|  |                          |                          |    |                           | 01 de Agosto — Uberlândia |          |  |
|  |                          |                          |    |                           | Bielorrússia              | 33       |  |
|  |                          | Suécia                   | 37 |                           |                           |          |  |
|  |                          |                          |    |                           |                           |          |  |
|  |                          |                          |    |                           |                           |          |  |
|  |                          |                          |    |                           | 7º lugar                  |          |  |
|  | 31 de Julho — Uberlândia | 31 de Julho — Uberlândia |    | 01 de Agosto — Uberlândia | 01 de Agosto — Uberlândia |          |  |
|  | Suécia                   | 36                       |    | Espanha                   | 30                        |          |  |
|  | Romênia                  | 24                       |    |                           | Romênia                   | 29       |  |

### Semifinais
| 31 de julho de 2015 11:00 | Espanha | 34−36   | Bielorrússia | Ginásio Municipal Tancredo Neves, Uberlândia Público: 200 Árbitros: Miklos Andorka |
| 31 de julho de 2015 11:00 | Perez 9 | (18−19) | Karalek 9    | Ginásio Municipal Tancredo Neves, Uberlândia Público: 200 Árbitros: Miklos Andorka |
| 31 de julho de 2015 11:00 | 3× 1×   |         | 10× 4×       | Ginásio Municipal Tancredo Neves, Uberlândia Público: 200 Árbitros: Miklos Andorka |

| 31 de julho de 2015 13:15 | Suécia               | 36−24   | Romênia           | Ginásio Municipal Tancredo Neves, Uberlândia Público: 100 Árbitros: Karim Gasmi |
| 31 de julho de 2015 13:15 | Zetterman, Nilsson 6 | (18−15) | Militaru, Negru 6 | Ginásio Municipal Tancredo Neves, Uberlândia Público: 100 Árbitros: Karim Gasmi |
| 31 de julho de 2015 13:15 | 5× 3×                |         | 3×                | Ginásio Municipal Tancredo Neves, Uberlândia Público: 100 Árbitros: Karim Gasmi |

### Decisão do 7° lugar
| 01 de agosto de 2015 11:00 | Espanha | 30−29   | Romênia    | Ginásio Municipal Tancredo Neves, Uberlândia Público: 200 Árbitros: Ismail Boualloucha |
| 01 de agosto de 2015 11:00 | Arino 5 | (14−13) | Racotea 10 | Ginásio Municipal Tancredo Neves, Uberlândia Público: 200 Árbitros: Ismail Boualloucha |
| 01 de agosto de 2015 11:00 | 4× 3×   |         | 4×         | Ginásio Municipal Tancredo Neves, Uberlândia Público: 200 Árbitros: Ismail Boualloucha |

### Decisão do 5° lugar
| 01 de agosto de 2015 13:15 | Bielorrússia | 33−37   | Suécia       | Ginásio Municipal Tancredo Neves, Uberlândia Público: 200 Árbitros: Kursad Erdogan |
| 01 de agosto de 2015 13:15 | Shynkel 7    | (15−19) | Zetterman 12 | Ginásio Municipal Tancredo Neves, Uberlândia Público: 200 Árbitros: Kursad Erdogan |
| 01 de agosto de 2015 13:15 | 2×           |         | 5× 3×        | Ginásio Municipal Tancredo Neves, Uberlândia Público: 200 Árbitros: Kursad Erdogan |

## Disputa do 9°/16° lugar

### Disputa do 9° lugar
| 29 de julho de 2015 15:45 | Catar     | 36−35   | Brasil       | Ginásio Municipal Tancredo Neves, Uberlândia Público: 200 Árbitros: Radojko Brkic |
| 29 de julho de 2015 15:45 | Abdalla 6 | (17−17) | Hackbarth 11 | Ginásio Municipal Tancredo Neves, Uberlândia Público: 200 Árbitros: Radojko Brkic |
| 29 de julho de 2015 15:45 | 5× 4× 2×  |         | 7× 3×        | Ginásio Municipal Tancredo Neves, Uberlândia Público: 200 Árbitros: Radojko Brkic |

### Disputa do 11° lugar
| 29 de julho de 2015 13:30 | Portugal   | 26−30   | Argentina | Ginásio Municipal Tancredo Neves, Uberlândia Público: 200 Árbitros: Ahmed Al Mutawa |
| 29 de julho de 2015 13:30 | Martins 10 | (11−13) | Grandi 8  | Ginásio Municipal Tancredo Neves, Uberlândia Público: 200 Árbitros: Ahmed Al Mutawa |
| 29 de julho de 2015 13:30 | 2× 3×      |         | 4× 3×     | Ginásio Municipal Tancredo Neves, Uberlândia Público: 200 Árbitros: Ahmed Al Mutawa |

### Disputa do 13° lugar
| 29 de julho de 2015 15:45 | Coreia do Sul | 29−26   | Tunísia   | Centro Olímpico, Uberaba Público: 100 Árbitros: Hussain Almawt |
| 29 de julho de 2015 15:45 | Lim 8         | (17−12) | Abdelli 7 | Centro Olímpico, Uberaba Público: 100 Árbitros: Hussain Almawt |
| 29 de julho de 2015 15:45 | 6× 3×         |         | 4×        | Centro Olímpico, Uberaba Público: 100 Árbitros: Hussain Almawt |

### Disputa do 15° lugar
| 29 de julho de 2015 13:30 | Noruega       | 32−29   | Rússia         | Centro Olímpico, Uberaba Público: 80 Árbitros: Lars Jedermann Jorgensen |
| 29 de julho de 2015 13:30 | Johannessen 9 | (18−13) | Shkurinskiy 10 | Centro Olímpico, Uberaba Público: 80 Árbitros: Lars Jedermann Jorgensen |
| 29 de julho de 2015 13:30 | 4× 3×         |         | 2× 3×          | Centro Olímpico, Uberaba Público: 80 Árbitros: Lars Jedermann Jorgensen |

## President's Cup
|  | Semi finais              | Semi finais              |    |                          | 17º lugar                | 17º lugar |  |
|  |                          |                          |    |                          |                          |           |  |
|  | 28 de Julho - Uberlândia |                          |    |                          |                          |           |  |
|  | Países Baixos            | 23                       |    |                          |                          |           |  |
|  | Sérvia                   | 37                       |    |                          |                          |           |  |
|  |                          |                          |    |                          |                          |           |  |
|  |                          |                          |    |                          | 29 de Julho - Uberlândia |           |  |
|  |                          |                          |    |                          | Sérvia                   | 28        |  |
|  |                          | Japão                    | 24 |                          |                          |           |  |
|  |                          |                          |    |                          |                          |           |  |
|  |                          |                          |    |                          |                          |           |  |
|  |                          |                          |    |                          | 19º lugar                |           |  |
|  | 28 de Julho - Uberlândia | 28 de Julho - Uberlândia |    | 29 de Julho - Uberlândia | 29 de Julho - Uberlândia |           |  |
|  | Argélia                  | 19                       |    | Países Baixos            | 33                       |           |  |
|  | Japão                    | 28                       |    |                          | Argélia                  | 25        |  |

|  | Semi finais           | Semi finais           |    |                       | 21º lugar             | 21º lugar |  |
|  |                       |                       |    |                       |                       |           |  |
|  | 28 de Julho - Uberaba |                       |    |                       |                       |           |  |
|  | Paraguai              | 22                    |    |                       |                       |           |  |
|  | Angola                | 33                    |    |                       |                       |           |  |
|  |                       |                       |    |                       |                       |           |  |
|  |                       |                       |    |                       | 29 de Julho - Uberaba |           |  |
|  |                       |                       |    |                       | Angola                | 24        |  |
|  |                       | Uruguai               | 16 |                       |                       |           |  |
|  |                       |                       |    |                       |                       |           |  |
|  |                       |                       |    |                       |                       |           |  |
|  |                       |                       |    |                       | 23º lugar             |           |  |
|  | 28 de Julho - Uberaba | 28 de Julho - Uberaba |    | 29 de Julho - Uberaba | 29 de Julho - Uberaba |           |  |
|  | Chile                 | 18                    |    | Paraguai              | 27                    |           |  |
|  | Uruguai               | 21                    |    |                       | Chile                 | 37        |  |

### Semifinais de Colocação
| 28 de julho de 2015 09:00 | Chile    | 18−21  | Uruguai  | Centro Olímpico, Uberaba Público: 50 Árbitros: Lars Jedermann Jorgensen |
| 28 de julho de 2015 09:00 | Flores 4 | (7−12) | Mendez 5 | Centro Olímpico, Uberaba Público: 50 Árbitros: Lars Jedermann Jorgensen |
| 28 de julho de 2015 09:00 | 3×       |        | 6× 3×    | Centro Olímpico, Uberaba Público: 50 Árbitros: Lars Jedermann Jorgensen |

| 28 de julho de 2015 11:15 | Paraguai  | 22−33  | Angola      | Centro Olímpico, Uberaba Público: 50 Árbitros: Alexei Covalciuc |
| 28 de julho de 2015 11:15 | Salinas 8 | (8−12) | Cristovão 8 | Centro Olímpico, Uberaba Público: 50 Árbitros: Alexei Covalciuc |
| 28 de julho de 2015 11:15 | 2× 3×     |        | 3× 4×       | Centro Olímpico, Uberaba Público: 50 Árbitros: Alexei Covalciuc |

| 28 de julho de 2015 09:00 | Argélia  | 19−28  | Japão    | Ginásio Municipal Tancredo Neves, Uberlândia Público: 200 Árbitros: Gabriel Gonzalez |
| 28 de julho de 2015 09:00 | Khelil 7 | (9−12) | Tanaka 8 | Ginásio Municipal Tancredo Neves, Uberlândia Público: 200 Árbitros: Gabriel Gonzalez |
| 28 de julho de 2015 09:00 | 2×       |        | 2×       | Ginásio Municipal Tancredo Neves, Uberlândia Público: 200 Árbitros: Gabriel Gonzalez |

| 28 de julho de 2015 11:15 | Países Baixos | 23−37   | Sérvia   | Ginásio Municipal Tancredo Neves, Uberlândia Público: 200 Árbitros: Kursad Erdogan |
| 28 de julho de 2015 11:15 | Jansen 5      | (10−18) | Kurtes 7 | Ginásio Municipal Tancredo Neves, Uberlândia Público: 200 Árbitros: Kursad Erdogan |
| 28 de julho de 2015 11:15 | 1× 3×         |         | 5× 3×    | Ginásio Municipal Tancredo Neves, Uberlândia Público: 200 Árbitros: Kursad Erdogan |

### Decisões do 17° ao 24° lugar

#### Decisão do 23° lugar
| 29 de julho de 2015 09:00 | Paraguai   | 27−37   | Chile   | Centro Olímpico, Uberaba Público: 15 Árbitros: Miklos Andorka |
| 29 de julho de 2015 09:00 | Salinas 11 | (13−19) | Ayala 8 | Centro Olímpico, Uberaba Público: 15 Árbitros: Miklos Andorka |
| 29 de julho de 2015 09:00 | 6× 3×      |         | 4×      | Centro Olímpico, Uberaba Público: 15 Árbitros: Miklos Andorka |

#### Decisão do 21° lugar
| 29 de julho de 2015 11:15 | Angola  | 24−16  | Uruguai  | Centro Olímpico, Uberaba Público: 15 Árbitros: Alexei Covalciuc |
| 29 de julho de 2015 11:15 | Pedro 6 | (11−8) | Mendez 5 | Centro Olímpico, Uberaba Público: 15 Árbitros: Alexei Covalciuc |
| 29 de julho de 2015 11:15 | 5× 3×   |        | 1× 2×    | Centro Olímpico, Uberaba Público: 15 Árbitros: Alexei Covalciuc |

#### Decisão do 19° lugar
| 29 de julho de 2015 09:00 | Argélia     | 25−33   | Países Baixos | Ginásio Municipal Tancredo Neves, Uberlândia Público: 200 Árbitros: Majid Kolahdouzan |
| 29 de julho de 2015 09:00 | Djebrouni 5 | (14−17) | Smits 9       | Ginásio Municipal Tancredo Neves, Uberlândia Público: 200 Árbitros: Majid Kolahdouzan |
| 29 de julho de 2015 09:00 | 3× 4×       |         | 3× 2×         | Ginásio Municipal Tancredo Neves, Uberlândia Público: 200 Árbitros: Majid Kolahdouzan |

#### Decisão do 17° lugar
| 29 de julho de 2015 11:15 | Japão     | 24−28   | Sérvia   | Ginásio Municipal Tancredo Neves, Uberlândia Público: 200 Árbitros: Svavar Petursson |
| 29 de julho de 2015 11:15 | Tokuda 10 | (14−14) | Kurtes 9 | Ginásio Municipal Tancredo Neves, Uberlândia Público: 200 Árbitros: Svavar Petursson |
| 29 de julho de 2015 11:15 | 1× 3×     |         | 7× 3×    | Ginásio Municipal Tancredo Neves, Uberlândia Público: 200 Árbitros: Svavar Petursson |

## Ranking Final
| Pos. | Equipa        |
| ---- | ------------- |
| 1    | França        |
| 2    | Dinamarca     |
| 3    | Alemanha      |
| 4    | Egito         |
| 5    | Suécia        |
| 6    | Bielorrússia  |
| 7    | Espanha       |
| 8    | Romênia       |
| 9    | Catar         |
| 10   | Brasil        |
| 11   | Coreia do Sul |
| 12   | Tunísia       |
| 13   | Argentina     |
| 14   | Portugal      |
| 15   | Noruega       |
| 16   | Rússia        |
| 17   | Sérvia        |
| 18   | Japão         |
| 19   | Países Baixos |
| 20   | Argélia       |
| 21   | Angola        |
| 22   | Uruguai       |
| 23   | Chile         |
| 24   | Paraguai      |

| XX Campeonato Mundial Júnior de Handebol Masculino · França · Primeiro título |